# Stazione di Kasuganomichi (Hankyū)
La stazione di Kasuganomichi (春日野道駅?, Kasuganomichi-eki) è una stazione delle Ferrovie Hankyū situata nel quartiere di Chūō-ku, a Kōbe nella prefettura di Hyōgo. La stazione ha due binari e vi fermano i treni locali, espressi ed espressi pendolari.

## Binari
| Bin. sud  | ■ Linea Kobe (Direzione Kobe)  | Per Sannomiya・Shinkaichi・Ferrovie Sanyō |
| Bin. nord | ■ Linea Kobe (Direzione Osaka) | Per Nishinomiya-kitaguchi・Jūsō・Umeda    |